# Rock
Pour les articles homonymes, voir Rock (homonymie).
Sous-genres
Art rock, garage rock, glam rock, grunge, hard rock, heavy metal, krautrock, punk rock, rockabilly, rock alternatif, rock expérimental, rock progressif, rock psychédélique, rock sudiste, soft rock, surf rock, Afro Rock, Rock créole, Rock zoulou (voir : liste complète)
Genres dérivés
Heavy metal, pop
Genres associés
Rap rock, bhangra rock, blues rock, country rock, flamenco-rock, folk rock, glam punk, jazz fusion, punta rock, space rock, stoner rock
Le rock est un genre musical apparu dans les années 1950 aux États-Unis et qui s'est développé en différents sous-genres à partir des années 1960, notamment aux États-Unis et au Royaume-Uni.
Il prend ses racines dans le rock 'n' roll des années 1940 et 1950, lui-même grandement influencé par le rhythm and blues et la country. Le rock a également incorporé des éléments provenant d'autres genres dont la folk, le blues, le jazz et la musique classique. Le terme « rock » est aujourd'hui parfois utilisé comme un terme générique incluant des formes artistiques comme la pop music, la musique soul. Son influence culturelle est désormais prééminente dans l'industrie musicale, et se diffuse également dans d'autres arts (cinéma, bande dessinée, mode vestimentaire).
Depuis les années 1960, définies comme la période « classique » du rock, de nombreux sous-genres hybrides ont peu à peu émergé. Cette décennie voit déjà éclore le rock psychédélique et le garage rock, ainsi que des rapprochements avec d'autres genres musicaux, donnant naissance au folk rock, au jazz fusion et au blues rock. Au début des années 1970, le rock progressif manifeste une volonté d'expérimentation ; le glam rock met l'accent sur les performances scéniques et le style vestimentaire ; le hard rock et le heavy metal naissant valorisent le volume, la puissance et la vitesse. À la fin des années 1970, le punk rock engendre des chansons brutes, dépouillées et souvent engagées politiquement, qui influencent fortement le punk hardcore, la new wave et le rock alternatif des années 1980. Les années 1990 voient la domination du rock alternatif et de ses dérivés (grunge, Britpop, rock indépendant), tandis que les deux dernières décennies témoignent d'une volonté de retour aux sources (post-punk, néo-garage rock). À ces sous-genres s'ajoutent de nombreuses scènes rock nationales, notamment en allemand, en français et en espagnol.
Le rock est caractérisé par une mélodie vocale dominante, souvent accompagnée par une ou plusieurs guitares électriques, une guitare basse et une batterie ; il peut également être accompagné de synthétiseurs/piano, de cuivres ou d'autres instruments. Une chanson de rock comprend généralement quatre pulsations par mesure (4/4) et une structure avec couplets et refrain. Les paroles, qui contiennent parfois des références à la sexualité et aux drogues, ont servi de vecteur à des mouvements sociaux et culturels, comme les mods en Angleterre ou la contre-culture hippie en Californie. Héritant de la tradition de la « protest song » issue de la folk, le rock a parfois été considéré comme une forme d'expression d'une partie de la jeunesse et un moyen de révolte contre le conformisme, la morale dominante et la société de consommation.

## Histoire

### Naissance aux États-Unis

#### Origines du rock'n'roll

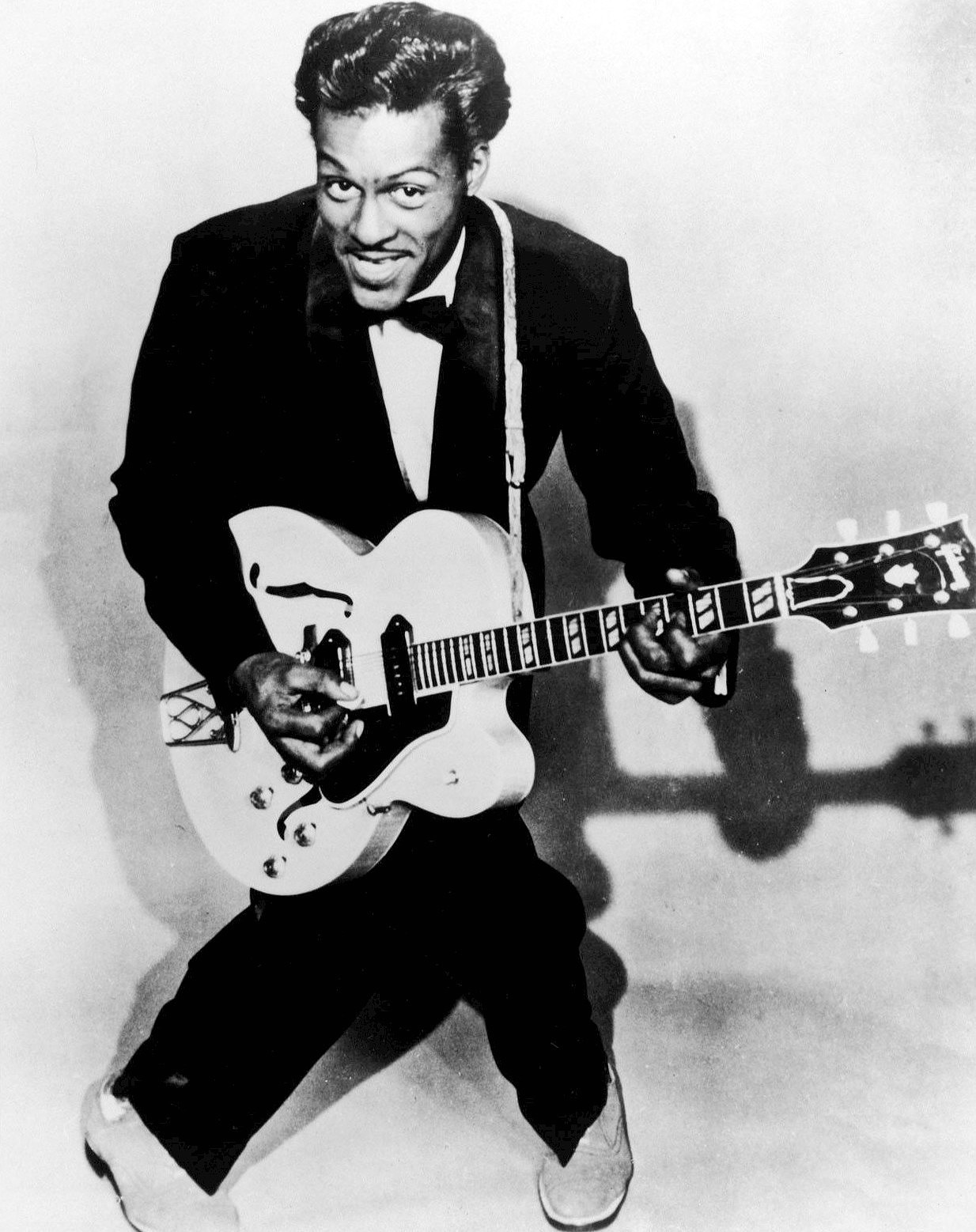
Chuck Berry effectuant son pas de danse (« duckwalk ») en 1957. S'il n'est pas l'inventeur du rock'n'roll, il a toutefois révolutionné la manière de le jouer sur scène.

Le rock trouve ses origines dans le rock 'n' roll, qui devient populaire aux États-Unis à la fin des années 1940 et au début des années 1950. Celui-ci est issu de la rencontre entre diverses composantes de la musique afro-américaine (dont le rhythm and blues et le gospel) et la musique country. Le genre emprunte à la country un usage prépondérant de la guitare, et remplace le rythme ternaire du rhythm and blues par un rythme binaire et un tempo plus soutenu. Simple, facile à danser et entraînant, ce nouveau style est idéal pour les night-clubs. Toutefois, la distinction d'avec le rhythm and blues n'est pas toujours aisée : le terme de « rock'n'roll » a parfois été utilisé pour évoquer le rhythm and blues joué par des Blancs, afin de pouvoir le diffuser dans des établissements fréquentés par la communauté blanche.
En 1951, le disc jockey de Cleveland Alan Freed anime une émission de radio appelée Moondog's Rock And Roll Party, dans laquelle il diffuse pour la première fois du rhythm and blues (alors appelé « race record » aux États-Unis) à un public mixte. Il invente également le nom de ce nouveau genre en reprenant une expression d'argot américain, que l'on retrouve depuis les années 1940 dans certaines chansons de rhythm and blues, et qui signifie « faire l'amour ».
La détermination de la première chanson de rock'n'roll de l'histoire fait l'objet de débats. Certains estiment qu'il s'agit de Rock Awhile de Goree Carter (1949) ; d'autres de Rock the Joint de Jimmy Preston, reprise en 1952 par Bill Haley & His Comets ; d'autres de that's all de Rosetta Tharpe ou encore de Rocket 88, composée par Jackie Brenston and his Delta Cats et enregistrée en 1951 par le producteur Sam Phillips, pour son label Sun Records. Quatre ans plus tard, en 1955, Rock Around the Clock de Bill Haley devient la première chanson de rock'n'roll à rencontrer le succès populaire, atteignant le sommet des hit-parades aux États-Unis et au Royaume-Uni. Ouvrant la voie au développement du genre, ce premier tube de l'histoire du rock figure au générique du film Graine de violence (1955).
Parmi les autres artistes alors en vogue figurent notamment Chuck Berry, Bo Diddley, Fats Domino, Little Richard, Buddy Holly, Jerry Lee Lewis et Big Joe Turner, un bluesman devenu célèbre avec son titre Shake, Rattle and Roll en 1954. Little Richard signe sur son premier 45 tours quatre des plus grands standards de rock : Tutti Frutti, Long Tall Sally, Rip It Up et Ready Teddy. Quant à Chuck Berry, il marque la scène rock par ses tubes (Roll Over Beethoven, Rock and Roll Music, Johnny B. Goode) ainsi que par ses performances sur scène. Par son jeu de scène et ses pas de danses, dont le duckwalk, il influence la génération suivante de rockers, notamment les Rolling Stones, Jimi Hendrix et Led Zeppelin.
Rapidement, le rock'n'roll représente la majeure partie des ventes de disques aux États-Unis, et les crooners comme Eddie Fisher, Perry Como, Patti Page et Frank Sinatra, qui avaient dominé la décennie précédente, voient leurs ventes baisser de manière significative.

#### Rockabilly et doo-wop

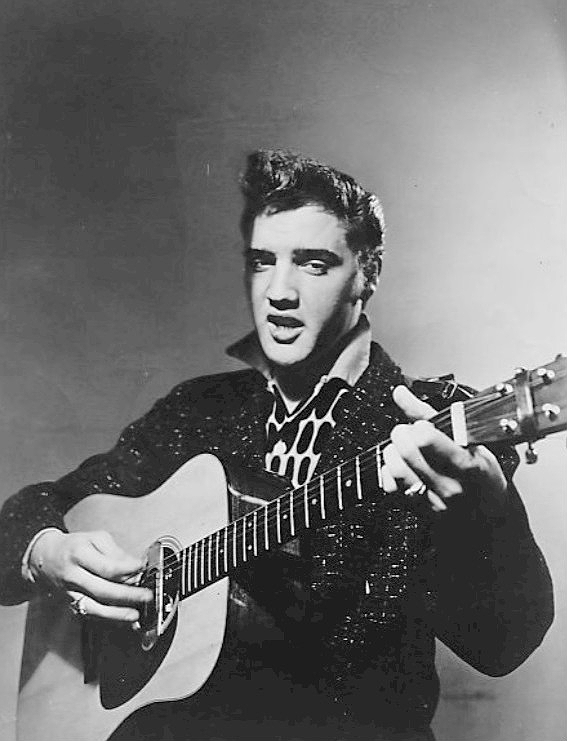
Elvis Presley lors de sa première apparition à la télévision, en janvier 1956.

Aux côtés du rock'n'roll, essentiellement joué par des artistes afro-américains, émerge un genre aux sonorités proches mais pratiqué par des musiciens blancs : le rockabilly. Inspiré lui aussi du rhythm and blues, il se distingue par une influence plus marquée de la musique country, notamment de son courant dit « hillbilly ». La structure du groupe-type comprend un chanteur, qui joue également de la guitare acoustique, un guitariste électrique qui apporte une touche blues, et un bassiste qui marque le rythme. Parmi les précurseurs de ce genre figurent notamment Bill Haley, Carl Perkins, Eddie Cochran et Gene Vincent. C'est Elvis Presley qui, en 1954, popularise le genre avec son premier succès, That's All Right (Mama).
À la différence du rockabilly, le doo-wop utilise le chant à plusieurs voix (polyphonique) avec un chœur en fond, chantant par onomatopées (d'où le genre tire son nom). L'instrumentation est généralement peu fournie et l'accent est mis sur la performance vocale. Des groupes comme The Crows, The Penguins et The Coasters deviennent rapidement populaires aux États-Unis. The Platters, avec des chansons comme Only You ou The Great Pretender (1955), rencontrent un succès international.
Le rock'n'roll et le rockabilly entraînent le développement de nouvelles tendances et techniques instrumentales. La guitare électrique devient l'instrument du rock par excellence, notamment grâce au jeu de Chuck Berry, Link Wray et Scotty Moore. L'usage de la distorsion, bien qu'initié par des guitaristes de blues comme Guitar Slim, Blind Willie Johnson et Pat Hare (en) au début des années 1950, ne devient populaire qu'avec Chuck Berry. Sous l'influence de Johnson, Hare et Wray, de nombreux artistes utilisent les power chords (« accords de puissance »), qui donnent à la mélodie un son plus lourd.

#### Déclin du rock'n'roll
À la fin des années 1950 et au début des années 1960, la critique musicale s'accorde à reconnaître le déclin du rock'n'roll et du rockabilly. De nombreux évènements donnent l'impression au public que l'ère du rock'n'roll touche à sa fin : la mort de Buddy Holly, du Big Bopper et de Ritchie Valens dans un accident d'avion en 1959 ; le départ d'Elvis Presley pour le service militaire ; la retraite de Little Richard, qui veut devenir pasteur ; les poursuites judiciaires à l'encontre de Jerry Lee Lewis et Chuck Berry ; enfin, le scandale de la payola, une affaire de corruption qui implique de grandes figures de l'industrie musicale, dont Alan Freed.
Les paroles des chansons deviennent plus consensuelles, et Elvis Presley est cantonné à des ballades. Le pur rock'n'roll et le rockabilly tendent alors à disparaître, bien que quelques titres postérieurs comme (Oh!) Pretty Woman de Roy Orbison en 1964 et Wooly Bully de Sam the Sham and the Pharaohs en 1965 puissent être rattachés au style.
Cependant, au Royaume-Uni, où des artistes américains de blues sont venus se produire, une scène de rock'n'roll tend à émerger alors que le genre s'éteint outre-Atlantique. Lonnie Donegan, avec son tube de 1955 Rock Island Line, influence de jeunes artistes britanniques et contribue à la formation de nombreux groupes de skiffle, dont celui de John Lennon, The Quarrymen.

### Années 1960

#### Renaissance britannique

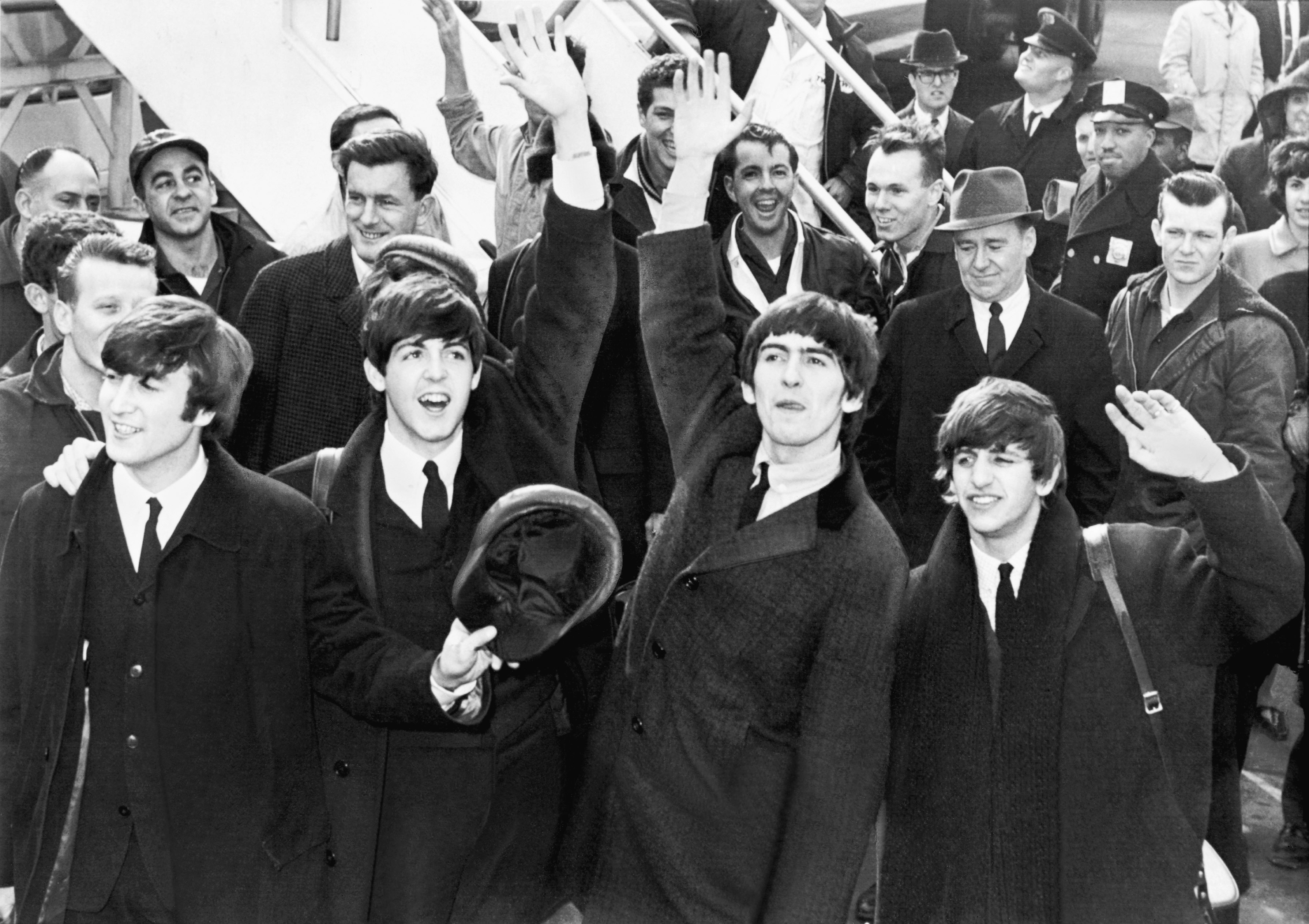
Les Beatles sur le tarmac de l'aéroport JFK de New York, le 7 février 1964.

La réplique ne vient pas des États-Unis mais du Royaume-Uni. Les premiers émules d'Elvis Presley apparaissent, comme Cliff Richard, et de petites formations se multiplient pour les imiter. L'influence américaine de Chuck Berry est profonde. Au passage cependant, le rock 'n' roll s'acclimate et The Shadows, qui accompagnent Cliff Richard, initient l'archétype de la formation rock telle qu'elle sera reprise aussi bien en Europe que de l'autre côté de l'Atlantique : la contrebasse disparaît au profit de la guitare basse, deux guitaristes se répartissent les tâches de la rythmique pour le premier et des « chorus » pour le second. Les groupes britanniques s'éloignent ainsi rapidement de leur modèle américain pour créer une musique originale que les francophones appellent « rock anglais ».
Les Beatles accentuent le travail sur la mélodie et les harmonies vocales et donnent naissance à la musique pop tandis que le mouvement du « british blues boom » retourne aux racines blues, privilégiant des rythmes syncopés et des sonorités plus agressives. The Rolling Stones émergent comme le fer de lance de ce rock britannique. Des branches parallèles se multiplient alors : des groupes tels que The Who, The Troggs, The Small Faces et The Kinks développent le mouvement mod, tandis que The Animals ou The Yardbirds créent un blues rock britannique. La richesse de la création britannique est florissante et impose définitivement au niveau mondial un genre musical qui devient emblématique de la seconde moitié du XXe siècle. Le rock se ramifie alors presque à l'infini en explorant des niches apparemment improbables. Le jazz fusion naît de cette recherche entamée dès les années 1960.
Si les années 1950 proposaient une scène commune pour artistes noirs et blancs, les années 1960 mettent fin à cette mixité. Les noirs abandonnent peu à peu le rock pour s'orienter vers des genres musicaux qui correspondent davantage à leur réalité sociale. La soul militante de James Brown fait de plus en plus d'émules. La scène rock britannique est principalement blanche, tandis que les noirs américains adaptent à leur manière la redécouverte britannique de l'importance de la mélodie. S'appuyant sur les anciennes structures ségrégationnistes, ils mettent au monde une branche importante de l'arbre généalogique du rock, englobant ce qu'il convient de qualifier de « dance music », du funk au rap en passant par la pop de la Tamla des années 1960. Conséquence de ce cloisonnement, les rockers noirs sont rares dans l'autre grande famille du rock post-Beatles. L'une des exceptions est Jimi Hendrix, guitariste de génie qui électrifie son blues et ouvre au rock blanc d'autres univers.

#### Pop et rock
Le terme « pop » désigne un sous-genre apparu dans les années 1950-1960. Le rock'n'roll évolue alors pour se subdiviser en deux branches principales : le rock, plus fidèle aux racines blues dont il est issu, et la pop, qui met plus l'accent sur les mélodies et les harmonies vocales. La pop connaît sa maturité avec l'avènement des Beatles. Les représentants les plus emblématiques de la branche rhythm and blues étaient les Rolling Stones (qui sur le tard reprirent cependant l'étiquette rock 'n roll). La pop, expression issue de l'anglais popular music (« musique populaire »), s'est donc petit à petit distinguée comme un sous-genre du rock, dans les années 1960. À l'origine, la pop était l'équivalent anglais de la « variété ».
Si l'on considère que les Beatles ont créé ou au moins amené la musique pop, alors il s'agit d'une transformation adoucie et plus pétillante du rock'n'roll. Le premier album sera Rubber Soul, toutefois précédé de quelques chansons de l'album Help!, où figure notamment Yesterday.

#### Contre-culture

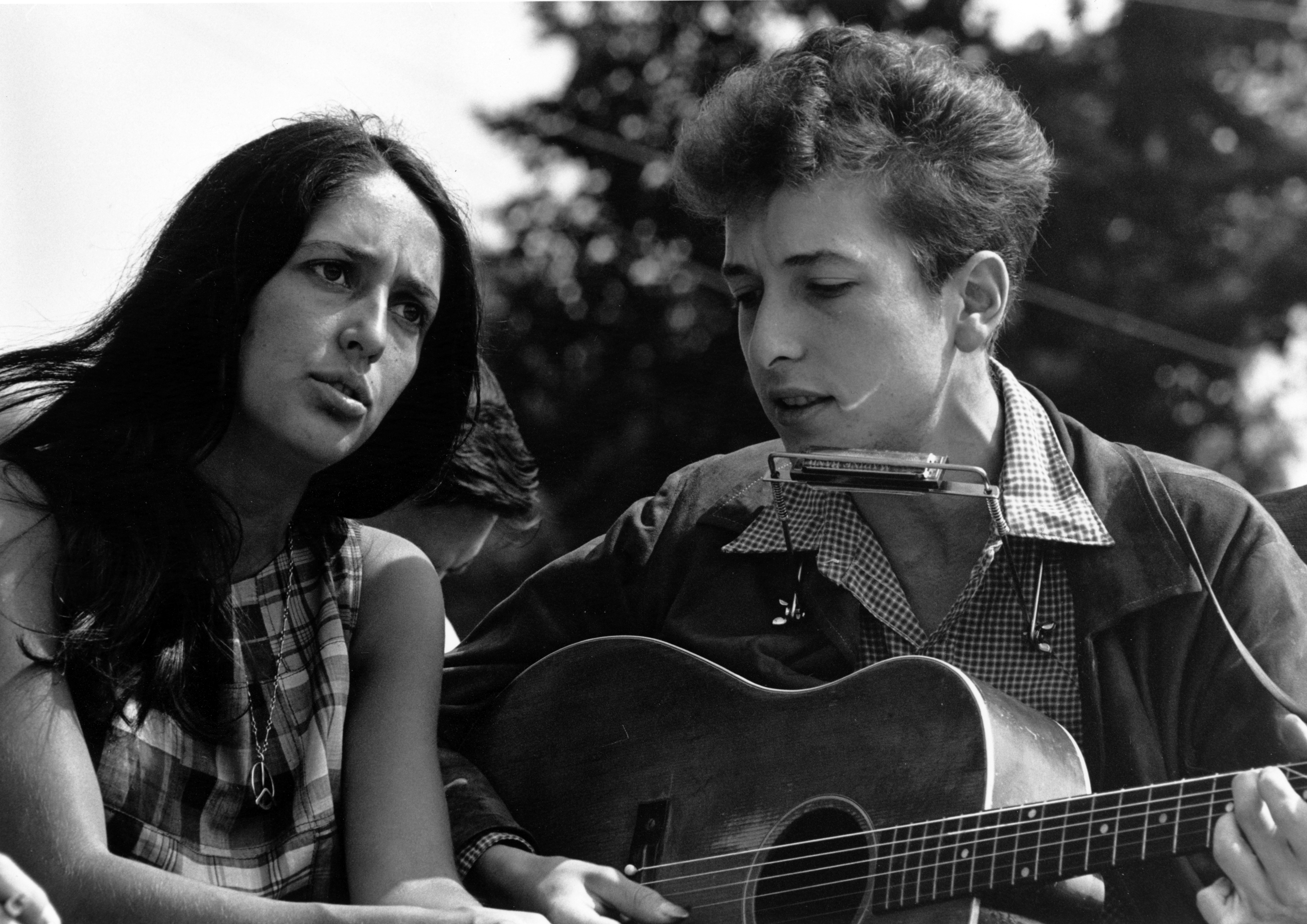
Joan Baez et Bob Dylan en 1963.

Si le rock 'n' roll a toujours été porté par une jeunesse trop à l'étroit dans le carcan moral de ses aînés, les textes jusqu'aux années 1960 étaient souvent confinés aux thèmes festifs éventuellement chargés de connotations sexuelles. Avec Bob Dylan, les paroles prennent une tournure à la fois plus poétique et plus engagée. Mariant la poésie surréaliste à l'engagement du mouvement folk (Woody Guthrie puis Joan Baez, Pete Seeger), il devient le chroniqueur de sa génération, abordant sans crainte des thèmes politiques et sociaux. Son impact sera décisif des deux côtés de l'Atlantique. Aux États-Unis, les protest songs expriment le rejet de la guerre froide ou de l'engagement militaire au Viêt Nam tandis qu'au Royaume-Uni, John Lennon livre des textes plus personnels et recherchés. Le rock devient à la fois un mouvement artistique, qui acquiert une légitimité intellectuelle, et un courant de « contre-culture ». Cette tendance connaît son apogée avec les grands festivals de la fin des années 1960 : à Woodstock ou sur l'Île de Wight des centaines de milliers de jeunes se rassemblent pour partager à la fois une passion pour la musique mais également une vision du monde en rupture avec les normes établies.

#### Pop et folk
Dans la deuxième moitié des années 1960, apparaît la fusion de la pop et du folk aux États-Unis avec Bob Dylan, The Byrds puis The Band, Crosby, Stills and Nash et Neil Young. The Band, par sa fusion des musiques traditionnelles avec le rock, le blues, la musique country et les ballades irlandaises des Appalaches aura une influence déterminante. En réaction, l'Angleterre produit elle aussi des artistes à la recherche de leurs racines musicales comme Bert Jansch, Pentangle, Fairport Convention, Richard Thompson, Steeleye Span. Ce courant accouchera du folk rock de grande diffusion aux États-Unis avec des groupes comme The Eagles ou Poco. En Angleterre, ces musiciens se heurtent rapidement au punk, et, frappés de ringardise, leurs disques disparaissent dans les bacs world, musique celtique, voire new age.

#### Psychédélisme

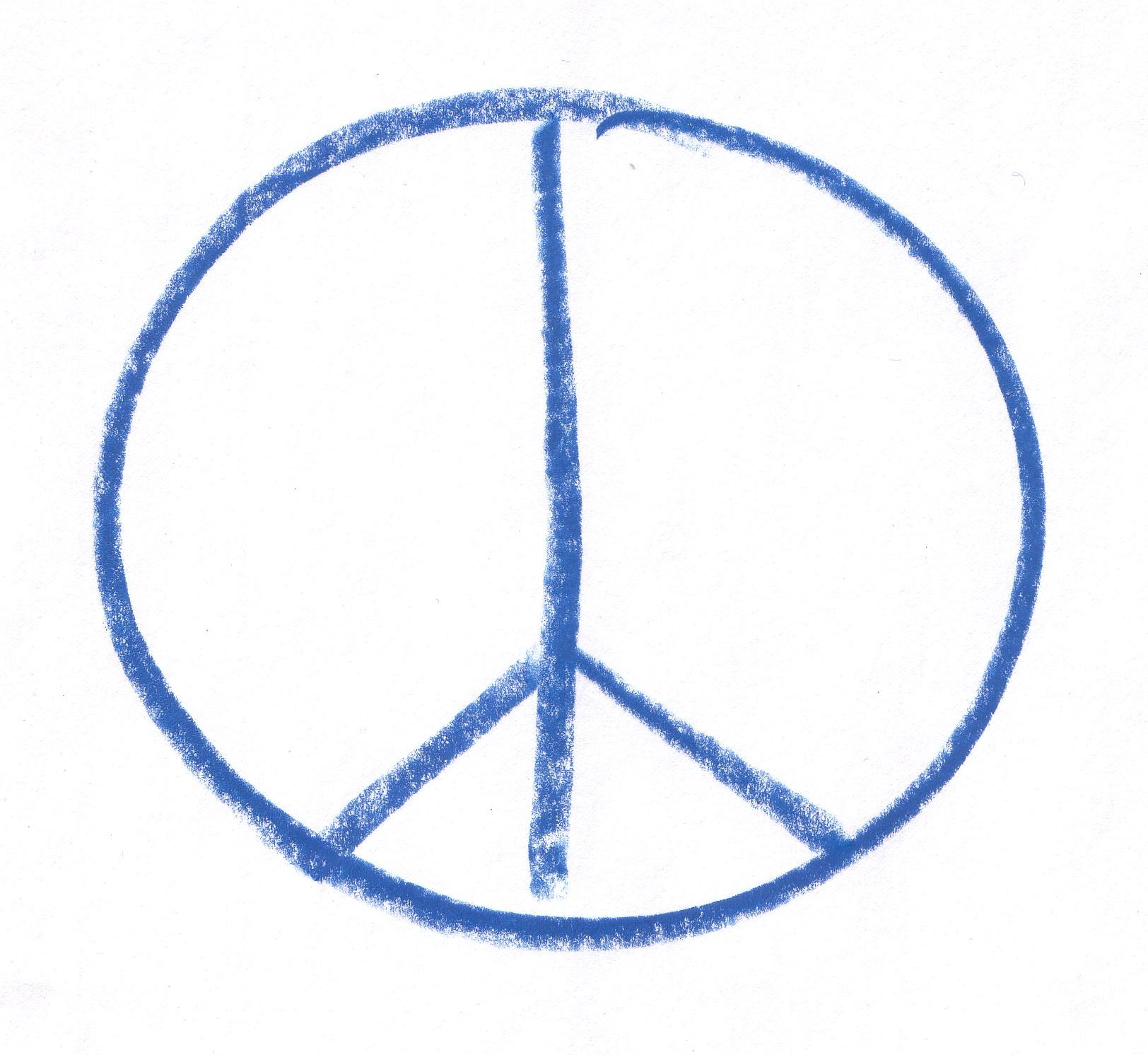
Symbole de Ban the Bomb, vulgarisé plus tard par l'expression Peace and love

À partir du milieu des années 1960, la consommation de psychotropes (en particulier le LSD), marque le début de la création artistique sous emprise. Alors que l'acid rock naît sur la côte ouest des États-Unis avec le Grateful Dead, le psychédélisme fait également son apparition au Royaume-Uni à travers les premiers concerts de Pink Floyd, la formation de Cream ou encore l'album Revolver des Beatles. Mais c'est avec l'album Sgt. Pepper's Lonely Hearts Club Band de ces derniers que cette influence devient manifeste pour le grand public. Cette tendance favorise le retour en force des groupes américains tels que The Byrds, The Doors ou Jefferson Airplane. Mais le Royaume-Uni reste le pays du rock. De nouveaux courants voient le jour avec notamment le rock progressif de King Crimson, Emerson, Lake and Palmer, Pink Floyd, Genesis, Van Der Graaf Generator ou Yes qui introduit des éléments issus du jazz et de la musique classique comme des morceaux longs, des structures alambiquées et des techniques de composition complexes, ou le hard rock et le heavy metal dont les prémices se font sentir dès 1966 à travers les riff de guitare saturés de Cream ou Jimi Hendrix, et qui naitra véritablement avec Led Zeppelin, Deep Purple, Black Sabbath ou encore Blue Cheer.
Le rock de la fin des années 1960 se politise et le Flower Power est l'expression pacifique du rock planant qui caractérise le passage entre l'album Sgt. Pepper's Lonely Hearts Club Band des Beatles en 1967 et les premiers riffs punk de 1975. Le passage aux années 1970 est marqué par la mort prématurée de nombreuses stars du rock, comme Jimi Hendrix (Jimi Hendrix Experience), Brian Jones (Rolling Stones), Janis Joplin ou encore Jim Morrison (The Doors), tous âgés de 27 ans lors de leur mort.
Le psychédélisme est un style qui englobe donc des groupes variés qui ont un certain sens de l'expérimentation. Ainsi même des groupes comme The Velvet Underground peuvent parfois être qualifié de psychédéliste. On distinguera alors le psychédélisme fondé sur le Flower Power d'un psychédélisme plus sombre et/ou underground. Par là même, on peut citer le rock psychédélique d’Hawkwind ou encore le krautrock d’Amon Düül II, fervents de voyages nocturnes et fantomatiques.

#### Garage rock et pub rock
En 1965, le groupe américain The Sonics sort son premier album, Here Are the Sonics, initiant le rock garage et pré-punk des Stooges d'Iggy Pop ou du MC5, et provoquant, par ricochet, une explosion de groupes en Grande-Bretagne, avec un sous-genre qui sera appelé pub rock au début des années 1970, notamment Dr. Feelgood.
En 1972, le guitariste Lenny Kaye, futur membre du Patti Smith Group, crée la compilation Nuggets (« Pépites » en français), qui regroupe les perles du rock garage entre 1965 et 1967, dont des groupes comme The Seeds, The Electric Prunes, The Strangeloves ou 13th Floor Elevators, l'ensemble sur un double album de 27 titres. Ce disque eut une influence extraordinaire sur la génération à venir, au point de voir publiée une suite aussi riche, avec Nuggets 2 et Children Of Nuggets. D'autres groupes s'inscrivent dans cette veine, comme The Stooges, MC5, The Cramps, et bien plus tard, dans les années 2000 The White Stripes, The Libertines ou The Hives.

#### Jazz fusion
Depuis la fin des années 1960, un nouveau style de jazz apparaît : le jazz fusion. Popularisé par l'album Hot Rats de Frank Zappa, ce style connait un grand succès et beaucoup de groupes passent par une face jazz fusion, parmi lesquels Santana avec les albums Caravanserai et Borboletta, Al Di Meola sur l'album Elegant Gypsy, John Mayall et d'autres musiciens célèbres.
Le jazz fusion connaît aussi des artistes à part entière comme Miles Davis, Pat Metheny, Steely Dan, Weather Report, Chick Corea. Un courant de ce que l'on appelait à l'époque le « free jazz rock » sera créé plus tard avec Last Exit. Son nom se transformera au fil du temps en « free rock ».

#### Avènement du hard rock

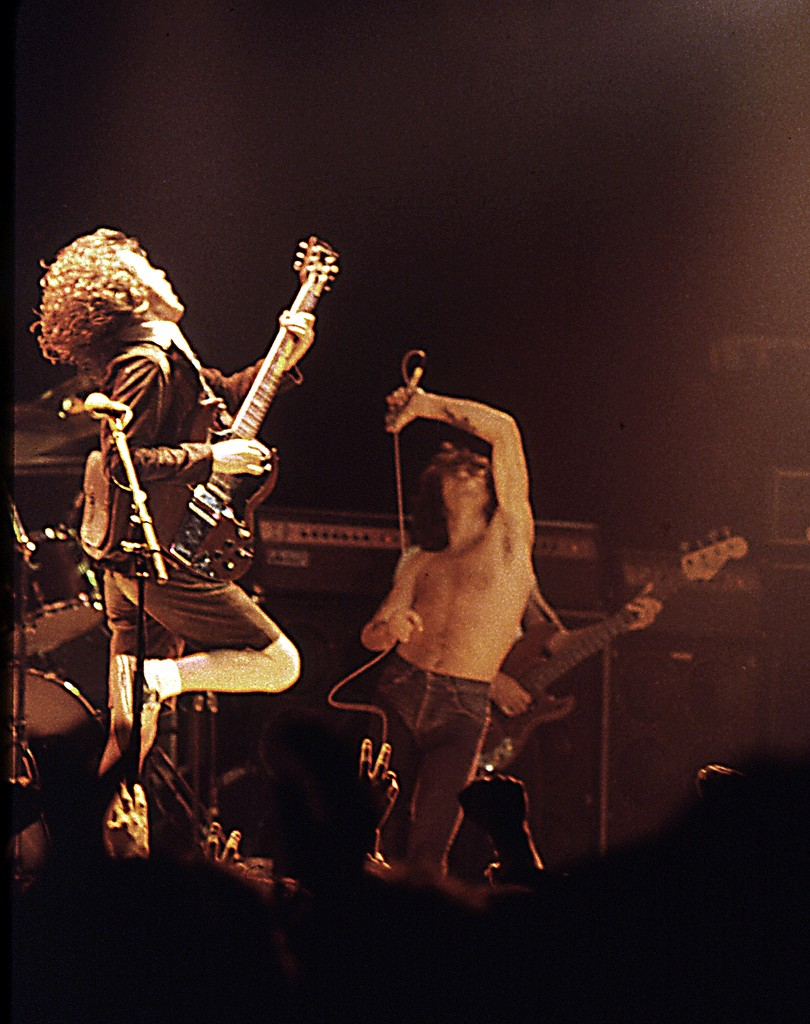
AC/DC à Belfast en 1979 avec Angus Young à gauche et Bon Scott à droite.

Au cours des années 1960, des groupes de rock britanniques tels que Cream, The Rolling Stones, The Beatles, The Yardbirds, The Who et The Kinks modifièrent le rock 'n' roll, ajoutant un son puissant, des lourds riffs de guitare, une batterie imposante et des voix fortes. Ce nouveau son posa les bases du hard rock. Dans le même temps, Jimi Hendrix produisit une forme de blues influencée par le rock psychédélique, combinée avec des éléments de jazz et de rock 'n' roll, créant un genre unique. Il fut l'un des premiers guitaristes à expérimenter des effets de guitare comme le phasing, le feedback et la distorsion, avec Dave Davies des Kinks, Pete Townshend des Who, Eric Clapton de Cream, et Jeff Beck des Yardbirds.
Le hard rock émergea à la fin des années 1960 avec les groupes britanniques Led Zeppelin, Deep Purple et le heavy metal traditionnel avec Black Sabbath (groupe britannique également), qui mélangeaient la musique des premiers groupes de rock britanniques avec des formes dures de blues rock et d'acid rock.
À cette époque, hard rock et heavy metal étaient alors synonymes (aux États-Unis et au Royaume-Uni, on parlait plus de « heavy metal » alors qu'en France, le grand public utilisait l'expression « hard rock », « heavy metal » étant utilisé uniquement par les spécialistes). Ce n'est qu'au cours des années 1980 qu'on distingua les deux expressions. L'expression « heavy metal » est en effet redéfinie par le journaliste Lester Bangs du magazine Creem et se caractérise principalement par une distanciation de ses racines blues et des rythmiques lourdes et puissantes. Néanmoins, la frontière entre le heavy metal traditionnel et le hard rock reste floue.
Durant les années 1970, des groupes comme AC/DC, Thin Lizzy, Aerosmith, Alice Cooper, Kiss, Scorpions, Van Halen, Queen, Motörhead et Judas Priest apparaissent.

### Années 1970

#### Rock et glam

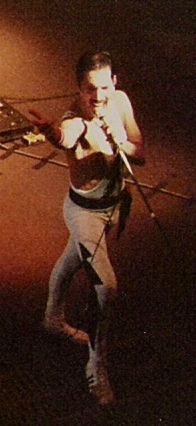
Freddie Mercury, chanteur du groupe Queen.

Les années 1970 voient la disparition progressive du psychédélisme et la fin du rêve hippie. Cette désillusion, associée à une marchandisation exponentielle de la musique donne naissance à un courant embrassant les contradictions de son époque en proposant une image glamour et décadente : le glam rock. Sous le strass et les paillettes de leurs costumes androgynes, David Bowie, T. Rex, Sweet, Roxy Music, The New York Dolls, Elton John, Gary Glitter, Slade ou même Queen proposent un rock théâtral et baroque, marquant également un retour à la spontanéité du rock 'n' roll, avec des morceaux plus courts et rapides que ceux du rock psychédélique. Facilement dansable, le glam rock aura beaucoup de succès dans les palmarès avec des titres comme Bang a Gong (Get It On) de T. Rex ou Rock N'Roll (Part 1) de Gary Glitter entre autres et influencera fortement le mouvement punk. Queen en reprendra, au départ du moins, le look et les costumes androgynes, mais y mélangera musicalement du hard rock, du rock progressif puis du funk, de la pop et du disco.

#### Révolution punk et conséquences
Les racines musicales du mouvement punk remontent aux années 1960 avec le genre garage (The Stooges, MC5), suivi par la scène new-yorkaise du milieu des années 1970 comprenant notamment le groupe de glam rock The New York Dolls, et surtout Patti Smith, sous l'influence de Bob Dylan et de Lou Reed, grand inspirateur du côté sombre de la musique punk. On retrouve également ce que certains considèrent comme les premières traces de punk sur l'album Nadir's Big Chance de Peter Hammill sorti en 1974. The Ramones sortent en 1976 un premier album de rock rapide qui est considéré par la plupart des autres comme le premier album de punk rock. Issu de la scène du CBGB, ce groupe provoqua une révolution dans la musique, influençant entre autres la vague punk au Royaume-Uni, ainsi que la vague du rock métal qui comprenait des groupes héritiers de Deep Purple comme Motörhead et de nombreux autres. Cette scène comporte d'ailleurs de nombreux artistes différents musicalement, moins homogènes que la scène punk anglaise.
Le mouvement punk prend son envol au Royaume-Uni à partir de 1976 avec des groupes comme les Sex Pistols, et leur titre God Save the Queen, ou The Clash. Ces groupes ont été directement influencés par le premier album des Ramones ainsi que par un de leurs concerts au Royaume-Uni en été 1975 auquel la majorité des membres de ces deux groupes ont assisté avant de faire de la musique, de même que le futur Captain Sensible de The Damned. John Lydon déclare dans une interview qu'il a été influencé par les intonations vocales de Peter Hammill. Le mouvement punk s'oppose clairement en réaction au rock des années 1970 qui n'autorise les enregistrements qu'aux virtuoses en recherchant un jeu et un son de plus en plus raffinés. Ainsi, un des messages punks est d'encourager tout groupe souhaitant faire de la musique à passer à l'acte, sans attendre de maîtriser la technique et de posséder de gros moyens. Les punks ouvrent ainsi les portes des studios d'enregistrement à d'innombrables groupes, depuis The Police jusqu'à U2.
Le second message des punks est social et politique. D'abord, c'est un renversement général et une inversion esthétique et morale de toutes les valeurs de la génération de 68 et du festival de Woodstock qui se trouve qualifiées de baba cool. L'unisexe est abandonné pour un costume résolument sexiste en réinvestissant les symboliques des militaires et des prostituées. Les tons clairs et colorés à motifs fleuris, les tissus et les teintures naturelles sont remplacés par des couleurs violentes et des textures artificielles. La musique est à l'unisson de la mode : le son est artificiel, sale, avec des assonances et des arythmies. Du point de vue politique, c'est l'affirmation de la fin de l'idéologie du progrès indéfini, du présent qu'il faut sacrifier aux utopies politiques et aux lendemains qui chantent : No future. Les Britanniques enterrent leur statut de grande puissance (Anarchy In The UK ou God Save The Queen des Sex Pistols où on entend : « God save the Queen, She's no human being, Here's no future in England »… ou encore « I'm so bored with the USA » du premier album des Clash.
Les États-Unis avaient résisté plus de dix-huit mois à la beatlemania, ils tiendront bon pendant plus de vingt ans face à la vague punk. Si l'ouverture des studios a bien lieu aux États-Unis, elle est moins flagrante qu'en Europe. Musicalement, les tenants d'un rock dit « moderne » se revendiquent toutefois ouvertement comme des enfants du punk. Mais de grandes figures du rock américain des années 1970, tels Bruce Springsteen se réfèrent davantage au rock et à la soul des années 50 et au folk des années 60 plutôt qu'au punk qui leur est contemporain. Il faut attendre les années 1980 pour que les États-Unis voient se former des groupes comme les Pixies, les Red Hot Chili Peppers, les groupes de Mike Patton tels que Mr. Bungle ou Faith No More, et le mouvement grunge de la côte ouest américaine pour percevoir un écho punk dans la musique américaine grand public, cicatrisant efficacement les plaies d'un rock divisé depuis plus de dix ans en deux camps : Classic et Modern. Ce débat est essentiellement américain, car en Europe les modernistes ont gagné la partie dès le début des années 1980.

### Années 1980

#### Heavy metal
Désormais adulte, le rock s’est installé au cours des années 1970 dans un rythme de croisière que les punks anglais ont fait voler en éclats. Les années 1980 s’ouvrent donc sur la promesse — rapidement déçue — d’un recommencement. Les années 1980 révèlent le brassage de plusieurs genres qui se dissocieront vite de la représentation rock antérieure, mais elle comporte également bon nombre d'artistes qui feront vivre le rock, tout en le faisant évoluer.
Alors que la branche du hard rock se « métallise », radicalisant son discours sous une avalanche de décibels, une accélération effrénée du tempo et une saturation qui repousse les limites de l'audible, le courant majeur s'assagit et se rapproche de plus en plus de la pop. Dire Straits incarne ce rock serein, aux guitares d'orfèvres et aux textes ciselés mais dont la fièvre est retombée, ou bien encore les irrévérencieux The Smiths, conduits par le parolier Morrissey (même si celui-ci continue d'écrire des textes engagés, sa voix ramène à des sonorités pop).

#### Rock indépendant
Si quelques-uns dont U2 ou R.E.M. tentent de raviver une démarche engagée, c'est plutôt aux frontières du rock, comme dans le métissage avec le funk de Michael Jackson ou de Prince que l'exploration musicale se poursuit, alors mise en avant par la chaîne musicale MTV. C'est avec l'émergence de cette dernière que le rock indépendant (ou rock alternatif) va prendre de l'ampleur. Celui-ci est représenté par des groupes comme Sonic Youth ou Pixies, et englobe de nombreux autres groupes pop, électroniques, industriels ou garage puis shoegazing, et aussi des groupes issus du post-punk, qui poursuivent leurs carrières.
En marge du rock, ce vent de liberté profite aux musiques électroniques, contraintes depuis leur émergence aux États-Unis puis en Angleterre (de la techno à l’acid house) de s’épanouir dans la clandestinité. Dans la deuxième moitié des années 1980, le heavy metal fera un retour en force sous la forme du glam metal à partir de Los Angeles et s'imposera comme le style le plus populaire au monde vers 1986. L'année suivante, il domine 80 % des palmarès américains avec des groupes comme Kiss, Mötley Crüe, Def Leppard, Poison, Ratt et Bon Jovi. Alors que les groupes de Los Angeles prennent d'assaut les palmarès, certains groupes vont revenir à la base de la musique metal en proposant un son plus violent et agressif et en mettant l'accent sur la rapidité d'exécution, comme Metallica, Slayer, Anthrax ou encore Megadeth.

#### Néo-classique
Né dans le milieu des années 1980, le néo-classique est une nouvelle forme de musique qui mélange des riffs heavy metal et des compositions virant dans le classique. Le précurseur du mouvement fut Yngwie Malmsteen avec l'album Rising Force. Le style est particulièrement complexe car il requiert une certaine virtuosité à la guitare. Il est pratiqué par des guitaristes comme Patrick Rondat, Michael Angelo Batio, Axel Rudi Pell, Jason Becker ou Randy Rhoads.

#### Post-punk, new wave et electro
Dès la fin des années 1970, une partie du mouvement punk évolue vers une production en studio plus aboutie, une attention plus affirmée à la qualité des textes et une volonté générale plus orientée vers l'expérimentation. Les premiers à profiler le genre post-punk sont Wire, Devo ou Siouxsie and the Banshees, des artistes qui accordent une place prépondérante au studio d'enregistrement et qui se démarquent immédiatement du punk, conservant son aspect brutal tout en créant des structures plus variées et, souvent, plus sombres.
L'expression « new wave » apparaît alors pour désigner cette musique plus sophistiquée qui met progressivement à profit les progrès des synthétiseurs en contrepoint de guitares éthérées et de guitares basses pesantes. L'expression « new wave » reste cependant générique, englobant aussi bien la pop des années 1980 et la cold wave de Joy Division (avec l'album Closer en 1980, suivi de The Jesus And Mary Chain ou The Cure que le rock mâtiné de reggae de The Police.
Contrairement à la new wave, l'emploi du terme post-punk se limite aux albums issus de la période allant de 1978 à environ 1982. Dans la lignée de Kraftwerk, un courant electro (la synthpop) apparaît avec Depeche Mode, mais aussi la house amenée par New Order. Les synthétiseurs remplacent progressivement les guitares. Cette démarche représentera plus tard l'un des fondements de la musique techno.

### Années 1990

#### Mouvement américain
Le tournant des années 1990 est amorcé par la scène bruitiste américaine. Sur la côte est, Sonic Youth puis les Pixies mêlent un sens aigu de la mélodie issue de la musique pop avec une véritable rage rock 'n' roll. Au même moment, les Smashing Pumpkins apparaissent sur la scène et influencent toute une génération de guitaristes.

#### Rock alternatif
Les années 1990 sont particulièrement riches en ce qui concerne cette scène grâce à des groupes comme Marilyn Manson, Jane's Addiction, The Wallflowers, Red Hot Chili Peppers, Faith No More, The Smashing Pumpkins, Muse, R.E.M., Placebo, Radiohead, Pixies ou encore Nine Inch Nails. Ces groupes tous très différents participent au renouvellement du rock.

#### Grunge
Avec Nirvana et leur album Bleach, les Pixies ont annoncé le futur mouvement grunge en 1989, avec entre autres les morceaux Where is my Mind et Monkey Goes to Heaven. La secousse devient vraiment sensible quand elle prend la forme du mouvement grunge à Seattle, porté par les événements de la guerre du Golfe et la critique du niveau de vie médiocre de la classe moyenne américaine. Les groupes importants de ce mouvement sont notamment Green River et Melvins comme précurseurs et Nirvana comme chef de file, mais aussi Soundgarden, Pearl Jam, Sonic Youth, Alice in Chains, Screaming Trees, Mudhoney, Hole et Stone Temple Pilots.

#### Fusions
Parallèlement, le rock commence à intégrer des apports du hip-hop, du funk, du punk, du metal ou d'autres styles musicaux et les fusions se font enfin entendre. Aerosmith avec Run–D.M.C. sur le remix de Walk This Way ouvrent la voie, suivis par Fishbone, Living Colour, Urban Dance Squad, Body Count et les principales références Rage Against the Machine suivi de System of a Down comme héritier, Red Hot Chili Peppers, ou les premiers albums d'Incubus.

#### Pop anglaise
Au Royaume-Uni, durant toutes les années 1990, Blur, Oasis et The Verve semblent se partager le paysage grand public entre pop et rock, donnant naissance à une vague dite britpop. Dans un genre plus expérimental Radiohead est un des groupes majeurs des années 1990.

### Années 2000
Au début des années 2000, on assiste au retour d'un son plus roots directement inspiré du rock garage des années 1960, de la pop des Velvet Underground, du punk rock des années 1970 et de la new-wave et du post-punk des années 1980. Parmi les groupes majeurs de cette vague on peut citer The White Stripes, The Strokes, The Vines, Arctic Monkeys, The Libertines, Black Rebel Motorcycle Club, Bloc Party, Franz Ferdinand, Interpol, The Kills, The Killers, The Yeah Yeah Yeahs. L'irruption de The Strokes, en particulier, marque le début de cette Nouvelle Vague. Ces New-Yorkais ont un son proche des Velvet Underground, avec beaucoup de dynamisme et de modernité ; ils ont une influence sur d'autres groupes, notamment britanniques, comme les Arctic Monkeys (rock indépendant).
Au même moment, aux États-Unis, des groupes labellisés emo (mélange de punk, de new wave et pop) comme AFI ou My Chemical Romance connaissent un grand succès commercial. L'emocore et le metalcore, deux variantes plus proches du metal et du punk hardcore, représentent la face la moins commerciale et la plus dure de l'emo.
D'autres groupes plus rock indépendant comme TV on the Radio, Liars, !!!, LCD Soundsystem ou The Rapture proposent un nouveau son qui mélange (post-)punk, funk, dance, post-rock. En réponse à ce son dance-punk, la new rave se développe en Grande-Bretagne avec des groupes comme The Klaxons, Late of the Pier, Trash Fashion, Shitdisco ou Hadouken! ; la frontière entre rock et musique dance devient de plus en plus ténue. En effet, certains ne considèrent pas ces groupes comme des groupes de rock. Crystal Castles et Justice font également partie de cette vague indie dance bien que leur musique soit plus électro que rock.
Aux États-Unis, dans la deuxième moitié des années 2000, une nouvelle vague de groupes plus lo-fi, avec un son plus noisy et plus abrasif surgit avec des groupes comme The Black Keys, The Black Lips, Jay Reatard ou encore Wavves. Cette tendance se poursuivra dans les années 2010.
Le folk connaît de grandes heures avec des groupes ou des artistes comme Animal Collective, Local Natives, Sufjan Stevens, Akron/Family ou Joanna Newsom. D'autres groupes comme Two Gallants mêlent énergie punk et folk intimiste.

### Années 2010
Les groupes de la vague garage se séparent (The White Stripes, The Libertines), ne rencontrent plus autant de succès que dans les années 2000 (The Strokes) ou sont en pause. Black Rebel Motorcycle Club est un des derniers toujours en activité. Mais face à l'hégémonie de l'électro (la pop et le hip hop ont envahi les dance floors), le rock s'efface et redevient underground.
Une nouvelle tendance se dessine depuis la deuxième moitié des années 2000 et se confirme début 2010 : ces groupes semblent plutôt inspirés par le son indie des années 1980/1990 (The Pixies, My Bloody Valentine, Sonic Youth, The Jesus and Mary Chain, Nirvana ou encore Weezer), dont No Age, Cloud Nothings, Male Bonding, Wavves, Dum Dum Girls, Best Coast, Girls ou Yuck. Japandroids semble plutôt inspiré par le rock indépendant des années 1990, le grunge et le post-hardcore.
Depuis la fin des années 2000, le rock avec chant braillard, directement inspiré du punk ou du hardcore punk faits son retour avec des groupes comme Pissed Jeans, Fucked Up ou encore Titus Andronicus. Ces groupes semblent reprendre le flambeau des punks des années 1970 et 1980.

### Années 2020
Les frontières entre les genres musicaux sont de moins en moins évidentes. De nouveaux groupes mélangeant le punk, la musique industrielle, le hip hop et la noise comme Death Grips, Clipping, H9rr9r ou JPEGMAFIA connaissent un succès grandissant parmi les amateurs de musique rock[réf. nécessaire].
Le son des années 1970 revient à la mode avec des groupes comme Greta van Fleet, qui s'inspire largement de Led Zeppelin ou encore Starcrawler qui mêle la lourdeur de Black Sabbath à l'urgence pop-punk de The Runaways[réf. nécessaire].
Au Royaume-Uni , on assiste à un retour des sonorités punk et post-punk avec des groupes comme les Sleaford Mods, Idles, Shames, Fontaines DC, Life ou Slaves
Selon Rolling Stone, en 2022, « le rock et la pop ne sont plus une culture, mais une éphéméride sans cesse actualisée ». Le magazine explique ce phénomène par le fait que plusieurs musiciens iconiques du rock comme Bob Dylan, Paul McCartney, Brian Wilson ou plus récemment Rod Stewart ont atteint l'âge de quatre-vingt ans. « Fêter un anniversaire, c'est une façon de se rassurer. De donner de la valeur aux années accumulées alors qu'on n'est plus sûrs de rien », selon le périodique.

## Caractéristiques

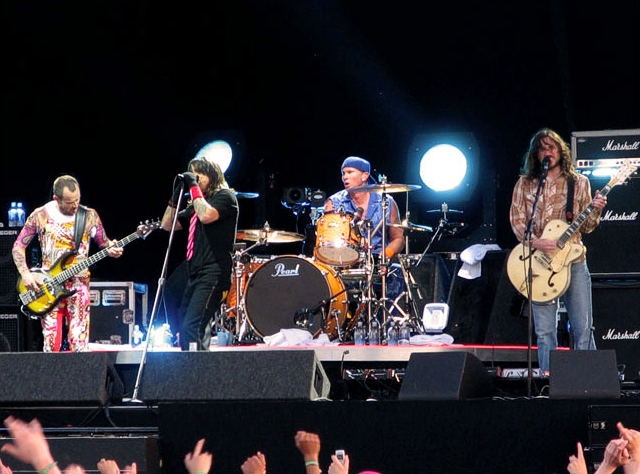
Le groupe Red Hot Chili Peppers en 2006. Il s'agit d'une formation classique en quartet : un bassiste, un chanteur, un batteur à l'arrière-scène, et un guitariste solo.

Le son caractéristique du rock est généralement centré autour de la guitare électrique amplifiée, qui fit son apparition dans sa forme moderne dans les années 1950, avec l'avènement du rock'n'roll. Dans une formation de rock classique, le son de la guitare est accompagné par une guitare basse électrique - également utilisée dans le jazz à la même époque - et une batterie associant percussions, tambours et cymbales. Ce trio d'instruments a souvent été complété par d'autres instruments tels que le piano, l'orgue Hammond ou le synthétiseur. L'instrumentation la plus courante provient de celle du blues, avec une guitare solo, une guitare rythmique, une basse en fond, et la batterie. Le groupe de rock standard, sur le modèle des Beatles, est ainsi un quartette comprenant un chanteur (qui peut également jouer d'un instrument), un ou deux guitaristes, un bassiste et un batteur. Le nombre de membres varie généralement de trois (« power trio ») à cinq, mais certaines formations en comptent davantage.
Sur le plan musicologique, la musique rock est le plus souvent construite à partir de rythmes simples non syncopés, comprenant quatre pulsations par mesure, et un battement répétitif à la caisse claire toutes les deux mesures. Les mélodies sont fréquemment dérivées de modes plus anciens, tels que les modes dorien et mixolydien, ainsi que des modes majeur et mineur. Les harmonies utilisées comprennent notamment l'accord à trois notes, la quarte juste, la quinte et des progressions harmoniques dissonantes. La structure des chansons, de l'origine du rock au milieu des années 1960, reprenait presque exclusivement celle du blues et de la folk (couplets-refrain), mais les artistes se sont peu à peu écartés de ce modèle, à commencer par les représentants du rock progressif des années 1970. En raison de son histoire riche et de sa propension à incorporer des éléments d'autres genres artistiques et musicaux, la critique musicale l'a défini comme un genre éclectique et disparate. Le musicologue Peter Wicke a ainsi déclaré qu'il est « impossible de faire entrer le rock dans une catégorie musicale strictement délimitée ».

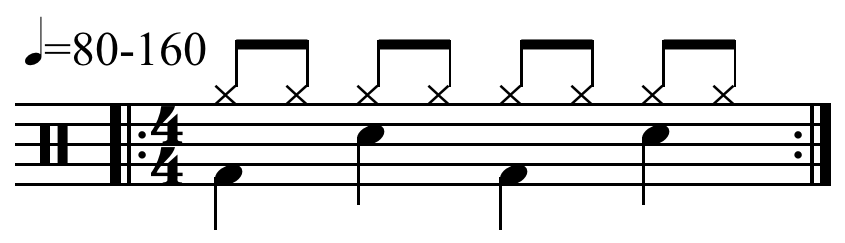
Un motif de batterie en quatre pulsations par mesure (4/4), très courant dans le rock.

À la différence de la plupart des autres genres de musique populaire, les paroles des chansons de rock abordent des thématiques autres que l'amour : l'engagement politique et social, les mœurs, la révolte contre les pouvoirs établis (« establishment »), l'usage de drogues et la sexualité. Ces sujets proviennent notamment de la musique de rue new-yorkaise (Tin Pan Alley), de la folk et du rhythm and blues. Le critique musical Robert Christgau qualifie les paroles de chansons de rock de « moyen de communication cool », avec une diction simple et des refrains martelés, prompts à véhiculer divers messages. Le contenu de ces textes, quant à lui, reflète les aspirations et les préoccupations des artistes de rock, principalement des hommes blancs issus de la classe moyenne. En 1972, Christgau écrivait que, malgré quelques exceptions, « le rock impliquait généralement une identification à la sexualité masculine et à une forme d'agressivité ».
Depuis que le terme de « rock » a été préféré à celui de « rock'n'roll » à la fin des années 1960, le genre a souvent été comparé et associé à la musique pop, avec laquelle il partage plusieurs caractéristiques. Toutefois, le rock se distingue de la pop par une créativité et une musicalité accrue ; une attention particulière portée à la performance en concert ; des thématiques plus sérieuses ; et une volonté d'authenticité qui résulte souvent d'une connaissance de l'histoire du genre. Selon le musicologue Simon Frith, « le rock avait quelque chose en plus que n'avaient pas la pop et le rock'n'roll. Les musiciens de rock marient un intérêt pour la performance et la technique avec le concept romantique de l'art vu comme un moyen d'expression, original et authentique ». Depuis les années 2000, le terme « rock » est parfois utilisé comme un terme générique incluant la musique pop, mais aussi le reggae, la soul et le hip hop, bien que ce dernier lui ait souvent été opposé.

## Par pays

### International
Le rock, s'il est né aux États-Unis et en Grande-Bretagne, s'est étendu à toute la planète. Outre les deux pays précédemment cités, d'autres comme le Canada, l'Allemagne, l'Australie, le Japon, le Brésil, la Norvège et la Suède ont donné quelques-uns des plus grands groupes, entre autres sur la scène heavy metal. La ville de Québec au Canada est même parfois qualifiée de « capitale mondiale du métal ».
L'anglais passant pour être la langue maternelle du rock, nombre de groupes dont la langue naturelle n'est pas l'anglais s'expriment dans cette langue. Dans le rock européen cependant, la plupart des groupes chantent dans leur propre langue, mais se retrouvent de ce fait peu distribués par les maisons de disques : c'est le cas notamment d'Imperiet en Suède, Eppu Normaali en Finlande, Quimby en Hongrie, Diaframma (it) en Italie, etc. La critique rock s'est pour l'instant très peu intéressée au rock non anglophone.

### France

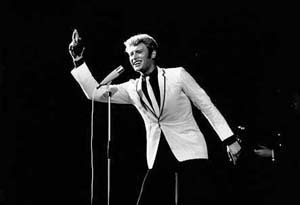
Johnny Hallyday, en concert en 1965.

Vers le milieu des années 1950, le rock connait des débuts modestes en France à travers le cinéma, notamment la diffusion des premiers films d’Elvis Presley. En 1956 sort le film The Girl Can’t Help It avec la chanson éponyme de Little Richard et Be-Bop-A-Lula de Gene Vincent. Quelques interprètes français sont précurseurs du genre : Line Renaud est considérée comme la première à avoir chanté un rock en français avec, en 1955, l'adaptation de Tweedlee Dee de LaVern Baker. L'année suivante, le batteur de jazz Baptiste Reilles (1920-1987) alias Mac Kac, sort le premier disque de rock français : T'es pas tombé sur la tête (adapté de See You Later, Alligator de Bill Haley). Henri Salvador, sous le pseudonyme d'Henry Cording et sur des paroles de Boris Vian, enregistre un disque rock mêlant humour et parodie.
En 1958, Danyel Gérard sort D'où reviens-tu Billie Boy ?. Il y eut encore Danny Boy et ses Pénitents, et Richard Anthony qui se distingue avec le titre Nouvelle vague. À Paris, au Golf-Drouot - qui bientôt devient le temple du rock en France - se retrouvent régulièrement pour chanter des passionnés tels que Daniel Rondeau, Claude Moine et Jean-Philippe Smet, respectivement les futurs Long Chris, Eddy Mitchell et Johnny Hallyday.
Le phénomène rock s'étend véritablement dans l'Hexagone en 1960 avec la sortie des premiers disques et galas de Johnny Hallyday et l'avènement en 1961 du premier groupe de rock français Les Chaussettes noires dont le chanteur est Eddy Mitchell, bientôt concurrencé par Dick Rivers et Les Chats sauvages. En 1961 a lieu au Palais des sports de Paris, le premier festival international de rock 'n' roll, dont l'impact contribue aussi à populariser cette musique. Serge Gainsbourg apporte, durant les années 1960 - et tout au long de sa carrière - une approche nouvelle du rock français, abordant différents genres : les percussions (album Gainsbourg Percussions), la pop rock (Initials B.B.) le rock progressif (Histoire de Melody Nelson) et même le reggae (album Aux armes et cætera).

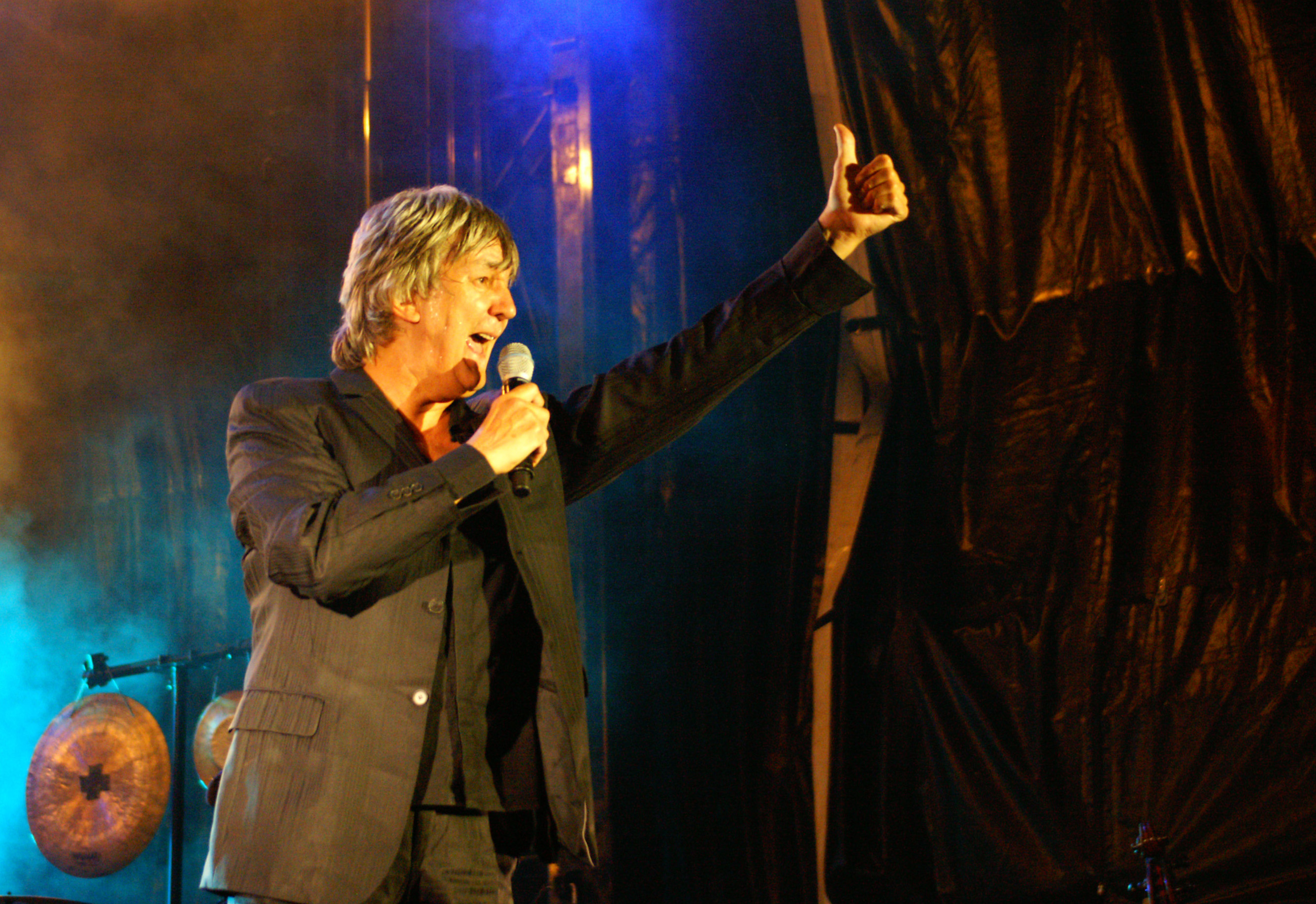
Jacques Higelin en concert lors du cinquième festival Aux Zarbs d'Auxerre en juillet 2007.

Au début des années 1970, le groupe Ange mêle musique médiévale et rock progressif. En 1974, Jacques Higelin, avec les albums BBH 75 et Irradié, donne à sa carrière un tournant résolument rock. En 1976, le groupe Téléphone apparaît et connaît rapidement un grand succès. D'autres groupes tentent de suivre la voie, Starshooter, Bijou, La Souris déglinguée, mais aucun n'atteindra la même notoriété, exception faite du groupe de Hard rock Trust et du groupe Indochine très marqué par la new wave.
Au début des années 1980, Alain Bashung apporte lui aussi sa touche - et cela jusque dans les années 2000 - grâce à une nouvelle forme de rock très mélodieux avec des textes surréalistes. Bruno Fumard, dit Jesse Garon, compose C'est lundi (1983), renouant avec un rock'n'roll des origines. Patrick Coutin signe J'aime regarder les filles, titre repris et remixé encore à ce jour[Quand ?] (par exemple la version de Polyester popularisée par 2 Many DJ's ou plus récemment[Quand ?] la reprise signée Mustang). Daniel Balavoine, qui revendique l'étiquette de « chanteur de rock », déclare dans l'émission Les Enfants du rock du 15 septembre 1984 : « Je suis ce que je suis, j'ai la voix que j'ai. La musique rock ne se juge pas là dessus. Le rock, c'est la sueur et peu importe la manière dont on transpire. Je fais de la vraie musique rock française et non du rock anglo-saxon avec des mots en français. ». Les groupes Oberkampf, Bérurier noir, Lucrate Milk, Pigalle, Les Wampas, Les Thugs, les Rats, Les Garçons bouchers, Mano Negra, Noir Désir, Les VRP marquent également le rock en France.

## Culture
Le rock n'est plus seulement un mouvement musical depuis le milieu des années 1950. Le film Graine de violence qui présente en générique le fameux Rock Around the Clock de Bill Haley pose d'ailleurs d'emblée les bases sociales du mouvement : la rébellion face à l'ordre établi. Cet esprit de sédition présent dès la naissance du rock au milieu des années 1950 est toujours vivace dans les années 1960 avec le mouvement hippie, puis dès le début des années 1970 avec les Ramones et le mouvement punk. Ce rôle semble avoir été repris depuis une quinzaine d'années par le rap, mais dans les faits, le rock n'a jamais renié ses racines rebelles. La fameuse maxime « Sex, drugs and rock 'n' roll » de Ian Dury est une autre facette du caractère libre et rebelle du rock (Born to Be Wild).
À partir de l’analyse des différents aspects de la vie des groupes de rock amateurs, du code comme des rituels rock, Bertrand Ricard propose une piste pour mieux comprendre ce qui pousse des jeunes à se réunir autour d’un projet de vie et d’un idéal esthétique communs. Ces jeunes qui font le choix du rock échafaudent au quotidien un « art de vivre communautaire » qui leur permet de jeter les bases d’un lien social neuf et pluriel : à la fois éthique, esthétique, affectif et « politique ». Signe d’une culture « oblique » qui tend à triompher peu à peu de la culture « noble » et « légitimée », la culture rock met en évidence les contrastes et les ambiguïtés qui traversent notre monde postmoderne. Plus que de construire une œuvre d’art collective, les jeunes musiciens, en se frottant à leur tour après tant d’autres à l’expérience esthétique, bâtissent un exemple pratique d’éthique, nécessaire à leur quête personnelle de reconnaissance et de visibilité sociales. Ils apprennent par la création d’une musique « pure et authentique » et par la confrontation au monde du spectacle le sens et l’importance de la ruse pour mener à bien leur « douce rébellion » face à un système qu’ils ne veulent plus combattre mais dompter.
Jadis considéré comme un vêtement de travail, le blue jeans a été démocratisé par le mouvement rock. La mode, qu'elle soit vestimentaire ou capillaire, par exemple, est clairement influencée par le rock depuis cinq décennies. Le rock n'influence pas seulement la mode, mais plus généralement les arts, du cinéma à la peinture en passant par la littérature. L'œuvre d'Andy Warhol, pour ne citer que lui, s'appuie ainsi clairement sur un socle rock. Aujourd'hui la presse rock a pris un nouvel essor après la « traversée du désert » (pas toujours justifiée) des années 1980 et 1990 et des magazines rock comme Rock & Folk sont à l'heure actuelle lus par des dizaines de milliers de personnes chaque mois. De plus, beaucoup de webzines se sont créés sur Internet, dont certains mis à jour par des amateurs passionnés, rédigeant chroniques d'albums ou reviews de concerts, souhaitant rendre hommage à la musique rock qui fascine depuis cinquante ans.
Il existe également une danse éponyme qui se danse sur le rock à six temps. Depuis quelques années[Quand ?], les créateurs de mode se revendiquent clairement de la mouvance rock. De Paul Smith en passant par Hedi Slimane, Karl Lagerfeld ou la marque The Kooples, ils utilisent ou réinterprètent les standards du look rock dans leurs collections.

## Cinéma
Liste de films liés à la musique rock :
- 1953 : L'Équipée sauvage (The Wild One)
- 1955 : Graine de violence (Blackboard Jungle) film de Richard Brooks
- 1964 A Hard Day’s Night de Richard Lester avec les Beatles
- 1965 Help de Richard Lester avec les Beatles
- 1965 : Dont Look Back (Dont Look Back) film de Donn Alan Pennebaker
- 1967 : Magical Mystery Tour telefim de Bernard Knowles avec les Beatles
- 1968 Yellow Submarine de George Dunning avec les Beatles
- 1969 : Festival de Woodstock (Woodstock) film de Michael Wadleigh
- 1970 : Sympathy for the Devil de Jean-Luc Godard
- 1970 Let It Be de Michael Lindsay-Hogg avec et sur les Beatles
- 1972 : Cocksucker Blues de Robert Frank
- 1974 : Phantom of the Paradise de Brian de Palma
- 1975 : Tommy de Ken Russel d'apres l'album et l'opera rock des Who
- 1978 : The Last Waltz de Martin Scorsese
- 1979: Hair de Milos Forman d'apres l'opera rock sorti en 1967
- 1980 : Blank Generation de Ulli Lommel avec Carole Bouquet et Richard Hell
- 1981 : Métal hurlant (Heavy Metal) dessin animé de Gerald Potterton
- 1982 : Pink Floyd : The Wall d'Alan Parker
- 1984 : Spinal Tap (This Is Spinal Tap) de Rob Reiner
- 1986 : Sid et Nancy de Alex Cox
- 1990 : Cry-Baby de John Waters
- 1991 : The Doors de Oliver Stone
- 1992 : Singles de Cameron Crowe
- 1992 : Wayne's World de Penelope Spheeris (écrit par Mike Myers)
- 1994 : Wayne's World 2 de Stephen Surjik (écrit par Mike Myers)
- 1994 : Airheads de Michael Lehmann
- 1998 : Velvet Goldmine de Todd Haynes
- 1998 : Still Crazy : De retour pour mettre le feu de Brian Gibson
- 1998 : Heavy Metal Queen (épisode no 7 de Cowboy Bebop) (anime)
- 1999 : Detroit Rock City de Adam Rifkin
- 2000 : Heavy Metal 2000 de Michael Coldewey et Michel Lemire
- 2000 : Presque célèbre de Cameron Crowe
- 2001 : Rock Star de Stephen Herek (inspiré de l'histoire de Tim Owens, ex-chanteur de Judas Priest)
- 2003 : Rock Academy de Richard Linklater
- 2004 : Dig! d'Ondi Timoner
- 2005 : Last Days de Gus Van Sant
- 2005 : Walk the Line de James Mangold (inspiré par la biographie de Johnny Cash)
- 2005 : Metal : voyage au cœur de la bête de Sam Dunn et Scott McFadyen
- 2006 : Tenacious D in The Pick of Destiny de Liam Lynch
- 2007 : Control d'Anton Corbijn
- 2008 : Shine a Light de Martin Scorsese
- 2009 : Good Morning England de Richard Curtis
- 2009 : When You're Strange de Tom DiCillo (raconte l'histoire du groupe The Doors)
- 2009 : Detroit Metal City The Movie de Toshio Lee (inspiré du manga Detroit Metal City)
- 2010 : The Runaways de Floria Sigismondi (raconte l'histoire du groupe du même nom)
- 2010 : American Trip (Get Him To The Greek) de Nicholas Stoller
- 2010 : BECK The Movie de Tsutsumi Yukihiko (inspiré du manga BECK)
- 2010 : Lemmy de Greg Olliver et Wes Orshoski sur la vie de Lemmy Kilmister de Motörhead
- 2011 : Killing Bono de Nick Hamm
- 2012 : Rock of Ages (titre original), L'Ère du Rock au Québec ou Rock Forever en France, de Adam Shankman (adaptation de la comédie musicale de Chris D'Arienzo)

## Musées

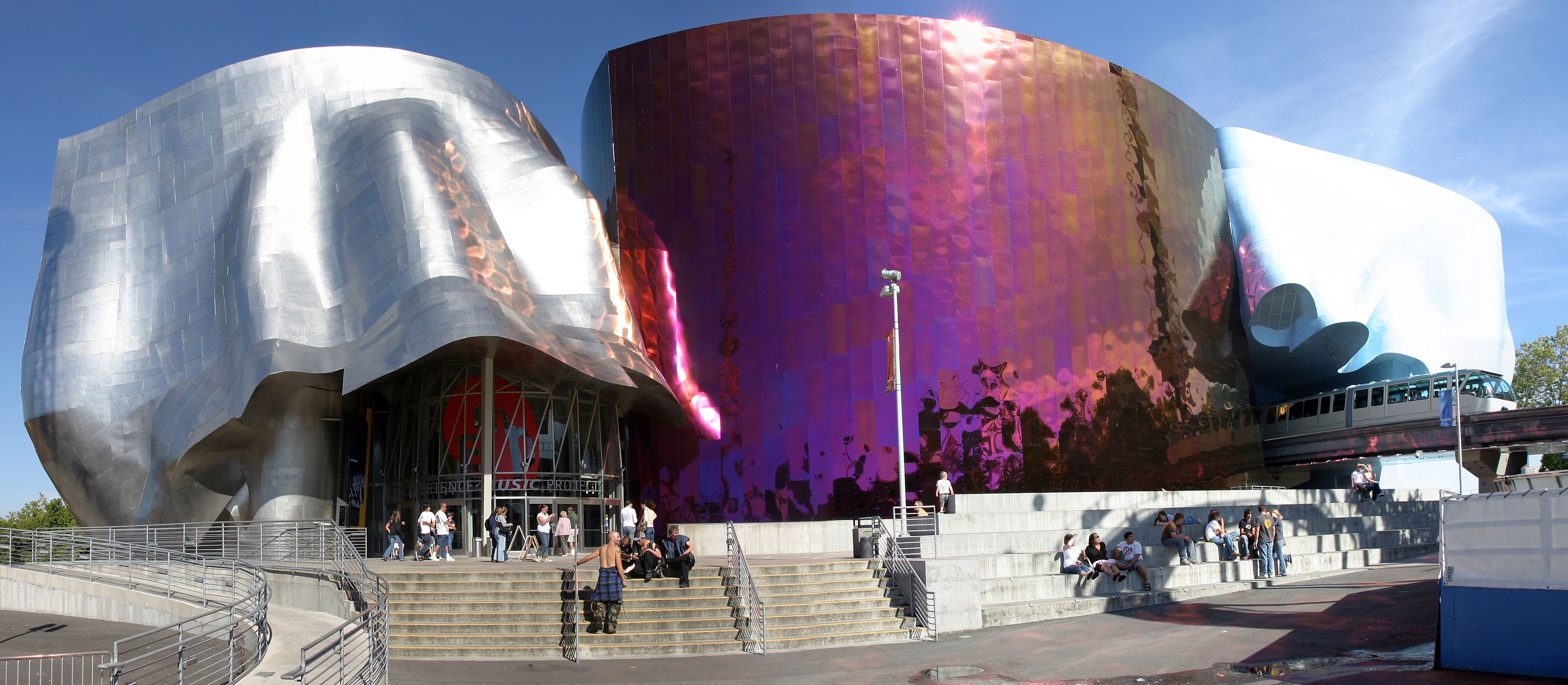
Experience Music Project de Seattle.

- Rock and Roll Hall of Fame : le musée et le panthéon du Rock and Roll situé à Cleveland (Ohio) aux États-Unis.
- Experience Music Project de Seattle : un « Temple du Rock et de la science fiction » (en l'honneur, entre autres, de Jimi Hendrix), conçu en 2000 par le célèbre architecte Frank Gehry et financé par le milliardaire américain Paul Allen (cofondateur de Microsoft avec Bill Gates).
- British Music Experience : musée situé au sein de l'O2 Arena de Londres, il retrace l'histoire du rock et de la musique populaire. En association avec Gibson et Fender, un espace est disponible où guitaristes et autres musiciens peuvent s'enregistrer ou jouer.